# Der Block
Der Block war eine deutsche Architektenvereinigung, welche 1928 als Reaktion auf die avantgardistische Vereinigung Der Ring gegründet wurde. Im Gegensatz zum an der internationalen Moderne ausgerichteten Ring propagierte der Block in Anlehnung des Historismus eine konservativere Formensprache in der Moderne, die sowohl handwerkliche als auch regionale Traditionen aufgreift. Damit stand er der Stuttgarter Schule und der Heimatschutzarchitektur nahe.

## Geschichte
Die Architektenvereinigung Der Block wurde im Juni 1928 in Saaleck bei Naumburg als eine Auflehnung gegen das Neue Bauen in Deutschland gegründet. Federführend bei der Gründung war Paul Schultze-Naumburg, der auch Gründungsvorsitzender des Deutschen Bundes Heimatschutz war. Er propagierte seit 1900 eine Rückkehr zum organhaften und traditionellen Baustil und verarbeitete dies in seinen Schriften Kulturarbeiten. Schultze-Naumburg war der führende Theoretiker der Heimatschutz-Bewegung, welche sich für den Erhalt und die Fortführung deutscher Traditionen und Werte einsetzte. Der Block wollte traditionelle Bauverfahren und Materialien bewahren und wehrte sich gegen die moderne, funktional ausgerichtete Architektur und ihre internationale Formensprache.
Seine Ziele fasste der Block in dem im Maiheft 1928 der Zeitschrift Baukunst veröffentlichten Manifest zusammen:

„Der Block hat eine Reihe von deutschen Architekten vereint, die sich in ihrer Kulturauffassung verbunden fühlen und dieser auch in ihren Werken Ausdruck verleihen. Sie glauben, daß bei den Bauaufgaben unserer Zeit wohl ein eigener Ausdruck gefunden werden muß, daß aber dabei die Lebensanschauungen des eigenen Volkes und die Gegebenheiten der Natur des Landes zu berücksichtigen sind. Sie gehen allen Anregungen und Möglichkeiten, die neue Werkstoffe und Werkformen betreffen, mit wacher Aufmerksamkeit nach, ohne aber Ererbtes vernachlässigen und bereits Gekonntes verlieren zu wollen. Eine allzu voreilige Werbetätigkeit für modische Erzeugnisse, die eine gesunde Fortentwicklung gefährden muß, lehnen sie ab.“

Das Manifest wurde von  Rudolf Pfister, dem Schriftleiter der Baukunst, u. a. mit den folgenden Sätzen kommentiert:

„Die Namen, mit denen das Manifest unterzeichnet ist, haben guten Klang, aber es läßt sich schwer denken, daß sich ihre Träger wirklich zu einer gemeinsamen Marschrichtung finden werden. Dazu ist die innere Divergenz – gerade vielleicht in der "Kultur-Auffassung" − doch wohl zu groß.“

Paul Schmitthenner legte zwar am Tag der Eröffnung der Ausstellung Die Wohnung auf dem Weißenhof sein Programm für das Gegenprojekt der Kochenhofsiedlung vor, welches auch die gleichen Ziele verfolgte. Dies Projekt stand aber in keinem Zusammenhang zur Architektenvereinigung Block. Zudem wurde das Projekt erst 1933 realisiert. Der Titel der Bauausstellung „Deutsches Holz für Hausbau und Wohnung“ hatte zum Ziel, die vermehrte Verwendung von deutschem Holz zu erreichen und damit der schlechten wirtschaftlichen Lage der deutschen Forst- und Holzwirtschaft zu begegnen. Zudem hatte diese Bauausstellung einen regionalen Charakter, denn fast alle beteiligten Architekten sowie die Vereine und Verbände, die das Projekt unterstützten, stammten aus dem Stuttgarter Raum.
Als Gruppe erzielte der Block keine Wirkung; es waren vielmehr einzelne Mitglieder, welche sich im Kampfbund für Deutsche Kultur engagierten und durch Vorträge die Ideen des Block verbreiteten.

## Mitglieder
Gründungsmitglieder waren die Architekten
- Paul Bonatz
- Paul Schmitthenner
- German Bestelmeyer
- Erich Blunck
- Albert Geßner
- Paul Schultze-Naumburg
- Franz Seeck
- Heinz Stoffregen

Zeitweise war auch der Architekt Werner Hegemann mit dem Block assoziiert, er trat aber zusammen mit Paul Bonatz Ende April 1931 aus. Auch Fritz Schumacher gab in seinen „Selbstgesprächen“ an,  Mitglied dieser Architektenvereinigung gewesen zu sein. Außerdem ist die Mitgliedschaft des Architekten Karl Gruber belegt.